# Československo na letních paralympijských hrách
Československo se zúčastnilo letních paralympijských her v letech 1972 - 1992. Z 9 paralympijských her se československo zúčastnilo pouze čtyřech. Od roku 1994 soutěžili čeští sportovci za Českou republiku.

## Účast na LPH
| Poř. | Československo na LPH      | Město / Země                                               | Zlatá olympijská medaile | Stříbrná olympijská medaile | Bronzová olympijská medaile | Celkem |
| 1    | bez československé účasti  | 1960 Řím (Itálie)                                          | -                        | -                           | -                           | -      |
| 2    | bez československé účasti  | 1964 Tokio (Japonsko)                                      | -                        | -                           | -                           | -      |
| 3    | bez československé účasti  | 1968 Tel Aviv (Izrael)                                     | -                        | -                           | -                           | -      |
| 4    | Československo na LPH 1972 | 1972 Heidelberg (Německo)                                  | 0                        | 0                           | 1                           | 1      |
| 5    | bez československé účasti  | 1976 Toronto (Kanada)                                      | -                        | -                           | -                           | -      |
| 6    | Československo na LPH 1980 | 1980 Arnhem (Nizozemsko)                                   | 0                        | 1                           | 1                           | 2      |
| 7    | bez československé účasti  | 1984 Stoke Mandeville (Velká Británie) 1984 New York (USA) | -                        | -                           | -                           | -      |
| 8    | Československo na LPH 1988 | 1988 Soul (Jižní Korea)                                    | 0                        | 1                           | 0                           | 1      |
| 9    | Československo na LPH 1992 | 1992 Barcelona (Španělsko)                                 | 4                        | 3                           | 6                           | 13     |
|      | Celkem                     |                                                            | 4                        | 5                           | 8                           | 17     |

## Medaile podle letních sportů
| Sport      | Zlato | Stříbro | Bronz | Celkem |
| atletika   | 4     | 2       | 6     | 12     |
| cyklistika | 0     | 2       | 0     | 2      |
| plavání    | 0     | 1       | 1     | 2      |
| volejbal   | 0     | 0       | 1     | 1      |
| Celkem     | 4     | 5       | 8     | 17     |

## Přehled vlajkonošů
Uvedeni jsou vlajkonoši na zahajovacím ceremoniálu příslušných paralympijských her.
| Rok  | Dějiště     | Vlajkonoš     | Sport    |
| ---- | ----------- | ------------- | -------- |
| 1972 | Německo     |               |          |
| 1980 | Nizozemsko  |               |          |
| 1988 | Jižní Korea |               |          |
| 1992 | Španělsko   | Dušan Leipert | atletika |